# Giovanni Motisi
Giovanni Motisi, detto 'U Pacchiuni (il grasso) (Palermo, 1º gennaio 1959), è un mafioso italiano membro di Cosa nostra, capo del clan Motisi.
È attualmente inserito in cima alla lista dei latitanti di massima pericolosità.

## Biografia
Reggente del mandamento Pagliarelli, secondo il pentito Angelo Casano, subentrò al boss Nino Rotolo, costretto ai domiciliari. Ha rimpiazzato lo zio Matteo Motisi come capo dell'omonimo clan: attualmente è considerato uno dei più potenti capi mafiosi di Palermo. Motisi, dopo la cattura di Marco Di Lauro e 
Matteo Messina Denaro, è diventato il latitante  più pericoloso e ricercato d'Italia.
Latitante dal 1998, è nell'elenco dei latitanti più pericolosi d'Italia del Ministero dell'Interno. Sempre dal 1998 è ricercato per omicidio, dal 2001 per associazione di tipo mafioso, e dal 2002 per strage. Dal 10 dicembre 1999 è ricercato anche in campo internazionale. Deve scontare la pena dell'ergastolo.
Killer di fiducia di Totò Riina, secondo le dichiarazioni di Calogero Ganci, collaboratore di giustizia, era presente in Cosa Nostra nel momento in cui si era discusso di assassinare il generale Carlo Alberto dalla Chiesa. Rammentava, tra le persone presenti quel giorno, di quando si era parlato per la prima volta di uccidere il generale: Antonino Madonia, Raffaele Ganci, Francesco Paolo Anzelmo, Giuseppe Giacomo Gambino, Pino Greco, Vincenzo Galatolo, Antonino Rotolo, Giuseppe Lucchese, e un certo Salerno, del quale non ricordava il nome di battesimo, infine Giovanni Motisi.
Per gli inquirenti si sarebbe avvicinato all'ala moderata di Cosa nostra guidata da Bernardo Provenzano. Venne condannato all'ergastolo per l’omicidio del commissario Giuseppe Montana, ucciso il 28 luglio 1985. Promossa dall'Europol, nel 2016 la sua figura venne inserita nella lista dei criminali più ricercati d'Europa.
Dopo l’arresto di Matteo Messina Denaro avvenuto il 16 gennaio 2023, Giovanni Motisi diviene il latitante numero uno ricercato in Italia, e secondo alcuni inquirenti, essendo palermitano, il nuovo capo assoluto di Cosa Nostra.
Il 19 aprile 2024 la Polizia di Stato diffonde l'identikit sviluppato con la tecnica dell'age progression.